# Ризька (платформа, Олексіївська сполучна лінія)
Ри́зька (рос. Рижская; до листопада 2019 — Рже́вська) — зупинний пункт/пасажирська платформа, у складі лінії МЦД-2. Розташовано у Москві на Олексіївській сполучній лінії. Знаходиться в межах станції Москва-Каланчевська.
На платформі зупиняються електропоїзди Курського, Ризького і Смоленського (Білоруського) напрямків МЗ, що прямують за межі своїх основних вокзалів на Олексіївську сполучну лінію і назад. Більшість цих електропоїздів транзитні через Московський залізничний вузол, тобто прямують з одного напрямку на інший (Курський ↔ Смоленський, Курський ↔ Ризький).
Формально відкрита в 1964 році, але діяла вже в 1949 році.
Платформа розташована у північно-західній горловині станції Москва-Каланчевська, вхідні світлофори розташовані майже відразу біля північного краю платформ. Там же знаходиться межа зі станцією Москва-Ризька.
Безпересадкове сполучення здійснюється (найвіддаленіші точки на серпень 2013 року):
- По Ризькому напрямку: до Шаховська/з Волоколамська
- По Смоленському напрямку до Бородіно/з Кубинки, до/зі Звенигорода, з Усово
- По Курському напрямку: до Ревякіно/з Серпухова.

Виходи на проспект Миру і площу Ризького вокзалу, до станції метро «Ризька».
Складається з двох берегових платформ, сполучених між собою надземним пішохідним переходом. Також цим переходом Ржевська сполучена з платформою Ризька (платформи № 3 і № 4) Жовтневої залізниці (Ленінградського напрямку), розташованої на північний схід.
Є діюча квиткова каса (при вході на платформи).
Найменування отримала через близькість з Ризьким вокзалом, який з 1942 до 1946 року також іменувався Ржевським, за назвою міста Ржев.
У червні 2016 року на платформі були встановлені турнікети.

## Пересадки
- Метростанцію  Ризька
- Метростанцію  Ризька
- Ніколаєвка
- Автобус: м2, м9, 33, 265, с510, 519, 539, с585, 714, 778, 903, т14, т18, т42, н9